# اچ‌ام‌اس اشیلدام (ام۲۶۰۴)
اچ‌ام‌اس اشیلدام (ام۲۶۰۴) (به انگلیسی: HMS Asheldham (M2604)) یک کشتی بود که طول آن ۱۰۰ فوت (۳۰ متر) بود. این کشتی در سال ۱۹۵۳ ساخته شد.